# Neil Thomas
Pour les articles homonymes, voir Neil et Thomas.
Neil Thomas est un écrivain, romancier et poète français.

## Musique
- 2009 : A écrit la chanson Entendez-vous pour le chanteur de pop/rock français Nicks
- 2006 : A écrit deux chansons Deux soldats et Intervalle pour le groupe pop/rock français Sweet Moleskine